# 双頭の鷲の旗の下に
『双頭の鷲の旗の下に』（そうとうのわしのはたのもとに、ドイツ語: Unter dem Doppeladler、英語: Under the Double Eagle）作品159は、ヨーゼフ・フランツ・ワーグナーが1880年代（1902年という説も）に作曲した行進曲。『双頭の鷲の下に』と呼ばれることもある。
明快かつリズミカルな曲調でワーグナーが当時オーストリア＝ハンガリー帝国の軍楽隊長であった時期に作曲したものであり、曲名にある「双頭の鷲」は同国のシンボルである。日本では運動会などの行進曲としてよく用いられる。歌手のヘイノ(Heino)は1999年に「双頭(そうとう)の鷲(わし)の旗(はた)の下(もと)に(sob a dupla aguia)」を歌っている。また、2020年には、宮内良と真園ありすが「夢のワンダーランド」として歌謡っている。
この曲はスーザのお気に入りのレパートリー曲の1つとなり、3度の録音によって有名になった。またこれは、オーストリア陸軍第2師団（2007年解散）の公式な行進曲に採用されていた。

## 構成
変ホ長調で4分の2拍子。
次第に和声の広がる形の行進曲にふさわしい進撃的な前奏の後に、付点リズムの主題が続き、低音に旋律が移行する際は表拍での演奏からシンコペーションへと移る。中間部では変イ長調にかわり、悠然とした旋律。通常はダ・カーポするが、中間部で終わらせる場合もある。

## 曲がBGMとして用いられた作品
- 松竹映画『マダムと女房』(1931年)
  - 国産初トーキー映画の主題曲として使用された。日本最古の映画音楽である。
- 双頭の鷲植木等スーダラ90分　オーケストラのコーナー
  - 植木等が指揮者、ハナ肇がスーザフォン担当
- キルラキル

双頭の鷲

  - 登場人物の一人、蛇崩乃音の戦闘前での入場曲として用いられている。
- ノーティボーイ
  - ジャレコのコンピューターゲーム。偶数面で流れる。
- パロディウスだ! 〜神話からお笑いへ〜
  - コナミから発売されたシューティングゲーム。ステージ8のBGMとしてメンデルスゾーンの「ヴァイオリン協奏曲ホ短調 第3楽章」と合わさる形でトリオ部分が使用されている。

※この他にも著名なクラリネット奏者ベニー・グッドマンのレコード「Benjie's Bubble」でパロディされたものが使用されたり、『空飛ぶモンティ・パイソン』のコーナーの一部でも使用された。なお昭和の時代にはスポーツ番組等にも使用されていた。